# Geely Emgrand EC7
La Geely Emgrand EC7 è un'autovettura prodotta dalla casa automobilistica cinese Geely dal 2009. Dal 2017 viene chiamata semplicemente Geely Emgrand.

## Prima generazione (dal 2009)

### Sviluppo
Si tratta della prima berlina di segmento C progettata in modo indipendente dalla Geely in quanto le precedenti produzioni erano derivate da modelli pre esistenti (in prevalenza basate su telai derivati dalla Daihatsu Charade). Frutto del progetto FC avviato nel 2007, il modello di produzione viene presentato nel’aprile 2008 al salone di Pechino nelle versioni denominate FC2 (modello berlina tre volumi quattro porte) e FC3 (versione cinque porte hatchback). La produzione in serie viene annunciata per il febbraio 2009 presso lo stabilimento di Ningbo in Cina. 
Il modello definitivo viene presentato al salone di Pechino nell'aprile del 2009 e viene ribattezzato Emgrand EC7, dove Emgrand identificava il marchio della gamma Geely destinato a vendere vetture meglio rifinite e sviluppate soprattutto per l'export al di fuori della Cina. Durante la progettazione infatti la vettura venne studiata anche per l’omologazione per il mercato europeo.

### Modello di produzione
Venne lanciata in Cina il 28 luglio 2009 e contemporaneamente parte la produzione della versione quattro porte seguita nell'ottobre 
dello stesso anno dalla versione cinque porte denominata Emgrand EC7 RV.
La gamma motori si componeva di propulsori benzina di origine Mitsubishi tutti quattro cilindri con iniezione elettronica e doppia fasatura variabile D-CVVT: il 1.5 4G15 da 105 cavalli e il 1.8 4G18 da 140 cavalli accoppiati a un cambio manuale a cinque rapporti o automatico a quattro rapporti.  La versione berlina quattro porte era lunga 4,635 metri, la cinque porte era lunga 4,397 metri. I passo di entrambe misura 2,650 metri. 
Nel 2010 venne introdotto il cambio automatico CVT sul modello 1.8 benzina.
Nel 2011 venne annunciato lo sbarco sul mercato europeo e venne sottoposta dall’ente EuroNCAP ai crash test totalizzando il punteggio di quattro stelle. Il primo mercato a ricevere la EC7 fu l’Olanda. In Italia era prevista la vendita con una filiale diretta della casa ma il piano venne in seguito rimandato al 2012 e successivamente cancellato. Lo stesso accadde sul mercato inglese dove era prevista la commercializzazione solo in una versione taxi ingegnerizzata dalla Manganese Bronze (sussidiaria della Geely) ma anche qui il piano venne cancellato.
Nel 2012 inizia l’assemblaggio della vettura in Egitto nello stabilimento della GB Auto in complete knock down con scocche inviate dalla Cina. Tali modelli saranno esportati anche in Africa.

### Restyling 2014

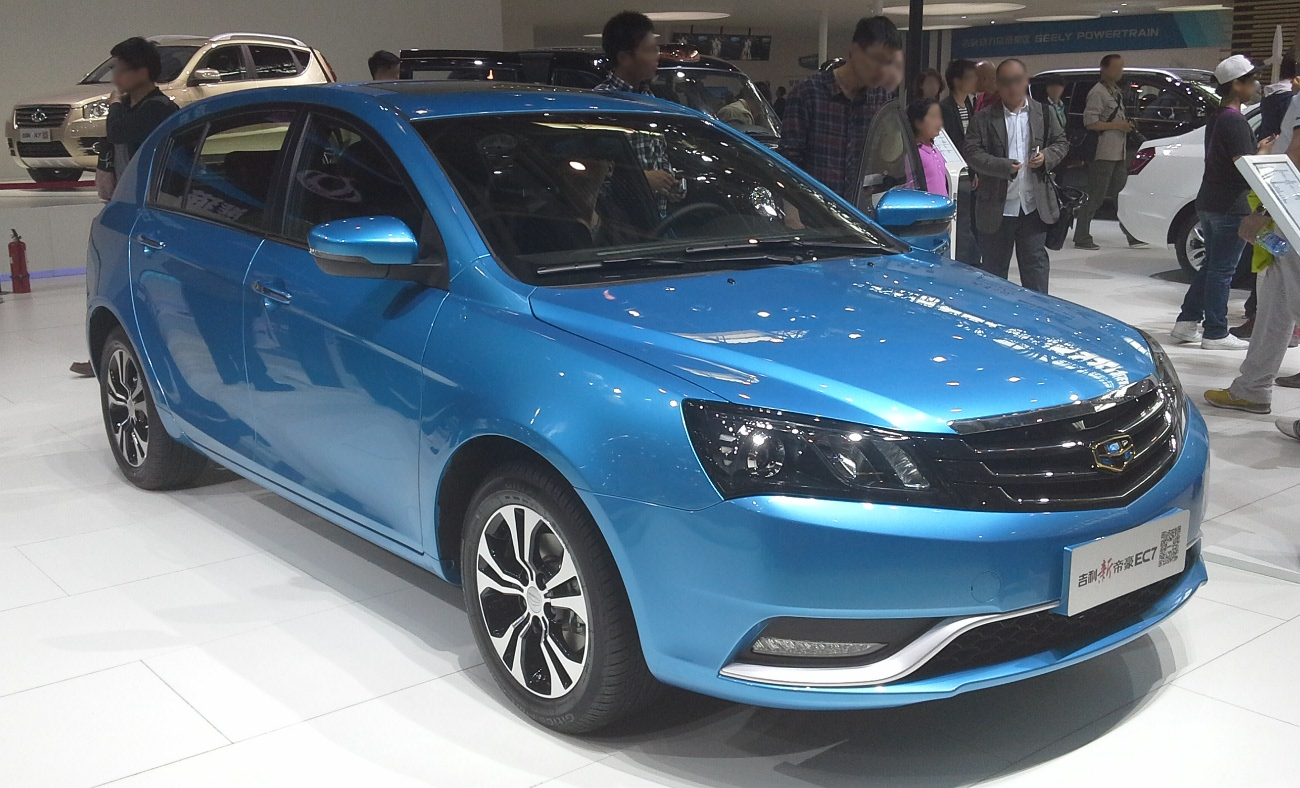
La EC7 RV, versione cinque porte dopo il restyling 2014

Nell’aprile 2014 debutta un leggero restyling che porta al debutto paraurti ridisegnati, nuova calandra e nuovo logo della casa oltre a proiettori e fendinebbia a LED e una nuova plancia ridisegnata dallo stile più moderno. La gamma motori si arricchisce del 1.3 Turbo benzina (4G13) erogante 133 cavalli accoppiato ad un cambio manuale a 6 rapporti o automatico CVT. Tale motore sostituisce il vecchio 1.8 aspirato sul mercato cinese.  
Nel 2015 viene introdotta la EC7 RS Cross, versione cinque porte con assetto rialzata, barre sul tetto e paraurti con protezioni in plastica grezza che donano un aspetto da crossover alla vettura. Sempre nello stesso anno viene introdotta la versione elettrica (EC7 EV 300) disponibile solo con carrozzeria berlina tre volumi. La EC7 EV 300 possiede un motore elettrico da 95 kW abbinato a una batteria agli ioni di litio da 41 kWh che permette di percorrere 300 km (ciclo NEDC).

### Modello 2017
Un secondo restyling si ha nel fine 2016 (Model Year 2017) dove viene aggiornata la calandra e la plancia viene totalmente ridisegnata riprendendo elementi dalla sorella maggiore Emgrand GL. Debutta anche la versione ibrida plug-in EC7 disponibile solo con carrozzeria berlina tre volumi e dotata di un motore termico 1.5 aspirato da 105 cavalli e di un motore elettrico abbinato a una batteria agli ioni di litio da 11.3 kWh. Il serbatoio possiede una capacità ridotta a 35 litri. La vettura pesa 1538 kg (circa 200 kg in più della omologa versione alimentata dal solo propulsore benzina.
In contemporanea la Geely festeggia la produzione del milionesimo esemplare della vettura.
Dal maggio 2018 la EC7 berlina viene assemblata in Bielorussia (ribattezzata Geely Emgrand 7) nello stabilimento della joint venture BelGee sito a Borisov. Tali modelli sono esportati in Russia, Ucraina e Kazakistan.
Sempre nel 2018 il modello sul mercato cinese assume la denominazione Geely Emgrand (perdendo la sigla EC7) e verrà venuto con la sola motorizzazione 1.5 benzina e nelle varianti totalmente elettriche.

## Seconda generazione (dal 2021)
La seconda generazione della berlina Emgrand (codice progettuale SS11) viene lanciata in Cina il 28 agosto 2021 e si tratta di un modello totalmente nuovo sviluppato dalla Geely sulla nuova piattaforma modulare BMA a trazione anteriore. Tale modello si posiziona più in basso sia in termini di prezzo che di dimensioni rispetto alla berlina Emgrand GL. 
Possiede una lunghezza di 4,638 metri, una larghezza di 1,820 metri, e una altezza di 1,460 metri. Il passo misura 2,650 metri. Il design è stato sviluppato presso il centro stile inglese Geeely Design UK ed è caratterizzato da forme squadrate e semplici con un coefficiente di resistenza aerodinamica pari a 0,27. 
Il motore è un 1.5 quattro cilindri Geely in alluminio alimentato a benzina con distribuzione sedici valvole, DVVT aspirato erogante 114 CV (84 kW) di potenza massima e 147 Nm di coppia motrice abbinato alla trazione anteriore e a due trasmissioni: un cambio manuale a 5 rapporti o un automatico CVT che simula 8 rapporti. La vettura possiede uno schema meccanico molto semplice con sospensioni anteriori a ruote indipendenti McPherson e posteriori a ruote interconnesse con ponte torcente e barra stabilizzatrice. I freni anteriori sono a disco ventilati e i posteriori a disco. Di serie tutti i modelli disponevano di sei airbag, ABS ed EBD, controllo di stabilità e di trazione. 
La produzione parte ad agosto 2021 nello stabilimento Geely di Changxing.
Dal 2022 inizia l’esportazione in alcuni mercati del sud est asiatico e in Russia.